# 기약없는 만남
《기약없는 만남》(중국어: 后会无期 후회무기)은 2014년 공개된 중국의 청춘 로드무비로, 중국의 인기 작가인 한한의 감독 데뷔작이다.

## 출연
- 풍소봉 - 마호한 역
- 진백림 - 강하 역
- 종한량
- 왕락단
- 원천
- 진교은